# Katherine Weimer
Katherine Ella Mounce Weimer (15 avril 1919 - 23 avril 2000) est physicienne de recherche au Laboratoire de physique des plasmas de Princeton de l'Université de Princeton. Elle est connue pour ses recherches scientifiques dans le domaine de l'équilibre magnétohydrodynamique du plasma et sa contribution à la théorie de la stabilité d'un plasma confiné magnétiquement.

## Éducation
Originaire du New Jersey, Weimer reçoit une bourse de l'Université Purdue et obtient son B.Sc. en chimie en 1939. Puis elle poursuit ses études à l'Université d'État de l'Ohio, passant de la chimie à la physique, et obtient son doctorat en physique en 1943. Sa thèse s'intitule "Radioactivité artificielle du baryum et du lanthane" et est dirigée par Marion Llewellyn Pool.
Katherine Weimer est la première femme titulaire d'un doctorat en physique à l'Université d'État de l'Ohio.

## Carrière scientifique
En 1957, Weimer rejoint le groupe de théorie au Laboratoire de physique des plasmas de Princeton. Elle est la première femme membre du personnel de recherche du laboratoire et développe avec succès sa carrière scientifique pendant 29 ans au PPPL. Elle mène des recherches fondamentales dans le domaine de l'équilibre du plasma et de la stabilité magnétohydrodynamique dans les dispositifs de confinement magnétique toroïdal, comme les tokamaks et les stellarators,,. Son travail aboutit à de nombreuses conceptions d'expériences importantes via PPPL, notamment des dispositifs tels que le compresseur toroïdal adiabatique (ATC), le modèle C Stellarator et l'expérience de dérivation poloïdale (PDX). En 1984, elle prend sa retraite de l'Université de Princeton après 29 ans au PPPL.
En 2001, la division de physique des plasmas de la Société américaine de physique crée le prix Katherine E. Weimer pour "reconnaître et encourager les réalisations exceptionnelles dans la recherche scientifique sur les plasmas par une femme physicienne au cours des premières années de sa carrière".